# 芝山古墳群
芝山古墳群（しばやまこふんぐん）は、千葉県山武郡横芝光町中台にある古墳群。名称は芝山古墳群であるが芝山町ではなく横芝光町にあり、中台古墳群とも呼ばれる。国の史跡に指定され、殿塚古墳・姫塚古墳出土埴輪は国の重要文化財に指定されている。

## 概要
九十九里平野中央を流れる木戸川東岸の台地上にある古墳群で、殿塚および姫塚の2基の前方後円墳を中心として13基の円墳が群在している。1956年（昭和31年）に早稲田大学による殿塚および姫塚の発掘調査が行われ、全国的にも珍しい「葬列はにわ」がほぼ完全な形で出土し、それまで不明であった形象埴輪の配列の意味を知ることのできる最初の発見であった。
殿塚は前方部を西に向けた全長88メートル、前方部幅58メートル、高さ約10メートル、後円部径58メートル、高さ約10.4メートルの二段築成の前方後円墳で、堀と外堤の二重の長方形の周溝に囲まれている。墳丘には埴輪が樹立されており、後円部上段には円筒埴輪が一周し中段あるいは下段にあったと思われる埴輪が堀に落下していた。北側周堀前方部寄りから馬・犬・牛・牝鹿・猪の動物埴輪が鴨・水鳥等の鳥類埴輪とともに出土し、くびれ部寄りからは、靫・鎧・家等の器財埴輪が、後円部寄りからは多数の男・女人物埴輪が出土した。また北側中堤から朝顔形埴輪を含む円筒埴輪列が出土し、人物埴輪2体も検出された。主体部は後円部南側に開口する横穴式石室で、現存長3.4メートル、玄室は長さ2.74メートル、幅2.5メートルを測る両袖型玄門付構造、砂岩切石互目積み、切組積みで築かれている。内部は朱が塗られ、勾玉等の玉類・金環・頭椎大刀・金銅鈴・鉄鏃・鉄製刀子・銅鋺等があった。
姫塚は、殿塚の北に30メートルほど離れ平行して隣接する全長58.5メートルの前方後円墳で、殿塚より一まわり小さく堀は一重で盾形、後円部径35メートル高さ4.4メートルに対し、前方部幅35メートル高さ5メートルで前方部の方が高い。前方部南側のくびれ部寄りに南に開口する全長5.72メートル、玄室幅1.65メートル、高さ1.8メートルの、砂岩板石張りの複式構造の横穴式石室があり、勾玉等の玉類・金環・金銅装大刀・鉄製刀身・鉄鏃・金銅製飾金具（金銅製雲珠・杏葉などの馬具類）等が出土した。姫塚で注目されるのは墳丘中段をめぐる埴輪列である。横穴式石室が開口する墳丘南側には朝顔形埴輪と円筒埴輪が並列され、墳丘北側では前方部の隅角から後円部背後まで50メートルにわたって、人物や馬の形象埴輪が行列のまま倒れているのが発見された。埴輪列の保存度は極めて良好で、第1群は笠をかぶった馬子、鞍を着けた馬4頭、武人5体、第2群は男子像16体、器財埴輪1個、第3群は女子像7体、第4群は男子像10体となっていた。この中にはあごひげを伸ばした武人、くわを持った農夫、やや離れてひざまずく男子と琴を膝に置く人物などもあった。埴輪列がほとんど原位置を保ったまま完存していた稀有な例であり学術上の価値が高く、また6世紀後半の埴輪表現最盛期の例としても貴重なものである。
両塚周辺の円墳はいずれも基底径20メートル前後を有するもので保存状態も良い。

## 造営時期
従来、殿塚・姫塚古墳の造営時期は6世紀後半から7世紀初頭とされ、両古墳のうちでは殿塚古墳が先行するとされていた。しかし、町境を越えた芝山町に隣接する小池大塚古墳が埴輪を持たないことから殿塚・姫塚古墳に続いて造営された同一勢力の終末期の前方後円墳であるとされ、南西の山武市の境川流域の胡麻手台16号墳はそれより新しい最終段階の前方後円墳であることが判り、さらに南西の作田川東岸にある前方後円墳終焉後の大型方墳と考えられる駄ノ塚古墳については、発掘調査の結果610年（推古天皇18年）から620年（同28年）の間に造営された可能性が高いことが判明した。このため、殿塚・姫塚両古墳の造営時期の見直しも必要となり、現在のところ6世紀後半の造営とするのが妥当とされている。

## 文化財

### 重要文化財（国指定）
- 千葉県殿塚古墳・姫塚古墳出土埴輪（考古資料） - 観音教寺保管。2024年（令和6年）8月27日指定[3]。
  - 殿塚古墳出土
    - 人物 1点
    - 家 1点
    - 動物 3点
    - 器財 3点
    - 附 形象埴輪残欠 22点

  - 姫塚古墳出土
    - 人物 9点
    - 附 形象埴輪残欠 9点

重要文化財の指定以前、埴輪9点は「芝山古墳群（殿塚・姫塚）出土埴輪」として1971年（昭和46年）3月26日に千葉県の有形文化財（考古資料）に指定されていた。

### 国の史跡
- 芝山古墳群 - 1958年（昭和33年）6月28日指定。

## 周辺
木戸川の上流にあたる北側の芝山町には山田・宝馬古墳群、下流の南側の山武市には千葉県指定史跡の山室姫塚古墳や大堤権現塚古墳、あるいは蕪木古墳群など多数の古墳がある。また南東側には、中台貝塚、鴻ノ巣貝塚、牛熊貝塚、山武姥山貝塚などの貝塚があり、縄文時代の丸木舟が多数発見されていることで知られた水系である栗山川と、そのラグーンであったと推定される坂田池がある。さらに、栗山川東岸の下海上国造の領域には小川台古墳群などもある。

## 交通アクセス
- 千葉東金道路 松尾横芝IC より 千葉県道62号成田松尾線 2キロメートル。
- 成田空港第2旅客ターミナル から 空港シャトルバス 「横芝中台（殿塚・姫塚）入口」下車